# كاستيلار ديل رايو
بلدية كاستيلار ديل ريوْ (بالكاتالانية: Castellar del Riu) هي إحدى بلديات مقاطعة برشلونة، والتي تقع في منطقة كاتالونيا، شرق إسبانيا.
يبلغ عدد سكانها 143 نسمة وفقاً لإحصائية سنة (2007).